# 제인 나이

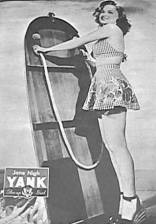

제인 나이(Jane Nigh, 1925년 2월 25일 ~ 1993년 10월 5일)는 미국의 배우, 텔레비전 배우, 영화배우이다.
할리우드에서 태어났으며 베이커즈필드에서 사망하였다. 사인은 뇌졸중이다.

## 영화
- 캡틴 캐리 USA (1950년)
- 기브 미 리가드 투 브로드웨이 (1948년)
- 정복되지 않는 사람들 (1947년)
- 드라큐라의 집 (1945년)
- 어느 박람회장에서 생긴 일 (1945년)
- 썸딩 포 더 보이즈 (1944년)
- 로라 (1944년)